# スタジアム・ノール・リール・メトロポール
スタジアム・ノール・リール・メトロポール (Le Stade Nord Lille Metropole)は、フランス・ノール県リール都市共同体のヴィルヌーヴ・ダスクにある多目的スタジアム。

## 概要
スタッド・ピエール＝モーロワが完成するまでリールの仮ホームスタジアムとなっていた。収容人数は18,185人。

## ギャラリー

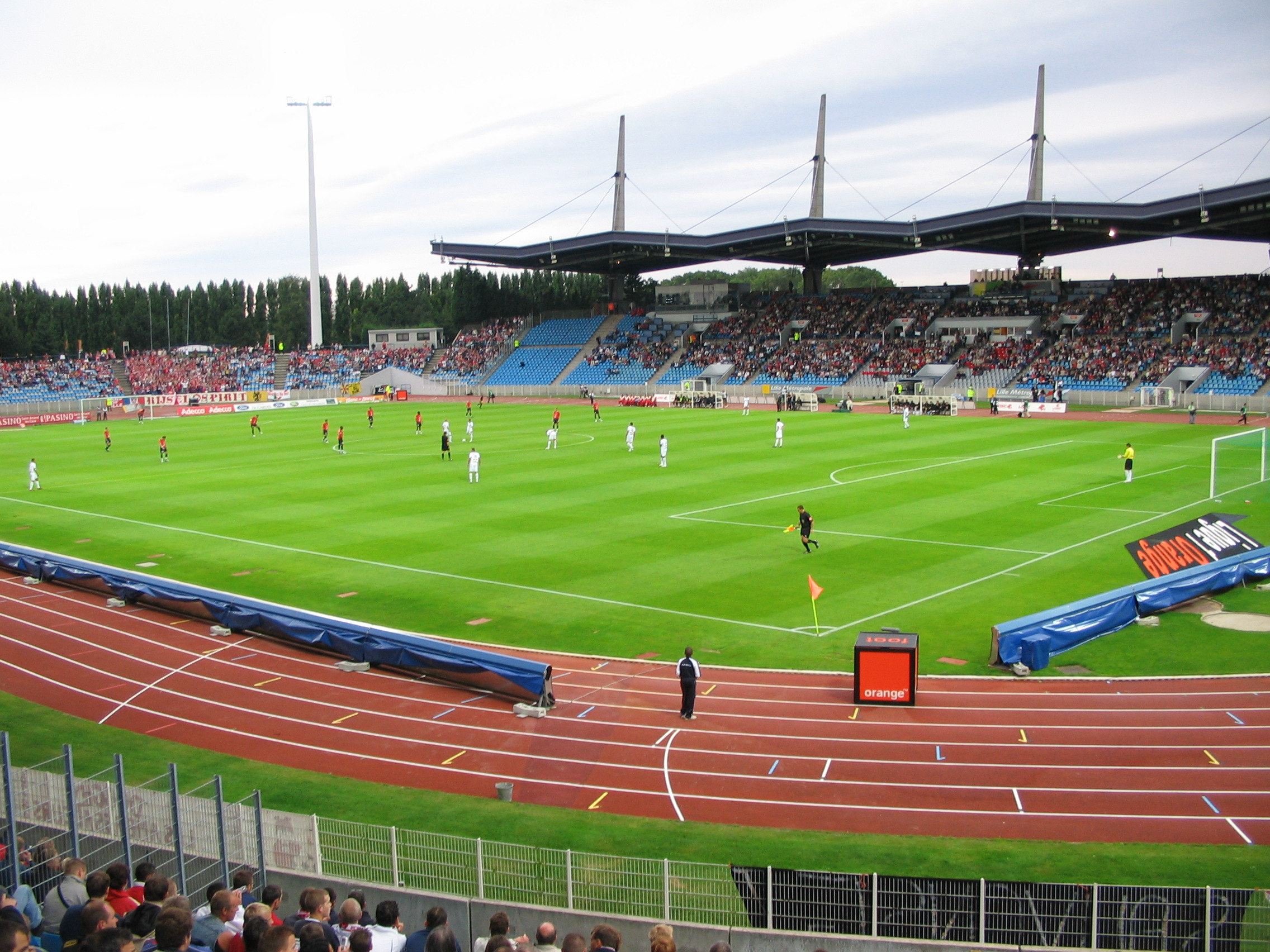